# Санборнвил (Њу Хемпшир)
Санборнвил (енгл. Sanbornville) насељено је место без административног статуса у америчкој савезној држави Њу Хемпшир.

## Демографија
По попису из 2010. године број становника је 1.056.
| Група             | 2000.    | 2010.         |
| Белци             | 0 (0,0%) | 1.029 (97,4%) |
| Афроамериканци    | 0 (0,0%) | 6 (0,6%)      |
| Азијати           | 0 (0,0%) | 6 (0,6%)      |
| Хиспаноамериканци | 0 (0,0%) | 7 (0,7%)      |
| Укупно            | 0        | 1.056         |